# Marcus Mepstead
Marcus John Charles Mepstead (ur. 11 maja 1990 w Londynie) – brytyjski florecista, srebrny medalista mistrzostw świata. 
Podczas mistrzostw świata w Budapeszcie w 2019 roku zdobył srebrny medal w turnieju indywidualnym. Walkę finałową przegrał z Francuzem Enzo Lefortem. Był też między innymi piąty w zawodach drużynowych na mistrzostwach świata w Moskwie w 2015 roku.
Wystąpił na igrzyskach olimpijskich w Rio de Janeiro w 2016 roku, gdzie był szósty w drużynie. Indywidualnie nie startował. Brał też udział w igrzysk olimpijskich w Tokio w 2020 roku, gdzie w turnieju indywidualnym był dwudziesty.
Zdobył drużynowo brązowe medale na mistrzostwach Europy w Lipsku w 2010 roku, mistrzostwach Europy w Zagrzebiu w 2013 roku i mistrzostwach Europy w Toruniu w 2016 roku.
Ponadto na igrzyskach europejskich w Baku w 2015 roku Brytyjczycy w składzie: Richard Kruse, Marcus Mepstead, Benjamin Peggs i Alex Tofalides zdobyli drużynowo złoty medal.